# Adolf Egeberg
Adolf Egeberg Jr. (30 de septiembre de 1909 - 22 de junio de 1972) fue un periodista noruego y político nacionalsocialista. 
Egeberg trabajó como corresponsal para Nationen en Alemania alrededor de 1930, y tomó cursos en las SA en Múnich y las SS en Berlín. Estuvo involucrado en el breve partido fascista noruego Legión Nacional en 1927-1928, antes de fundar el Partido Nacional Socialista de los Trabajadores de Noruega (NNSAP) en 1930, inspirado en el Partido Nacionalsocialista Obrero Alemán (NSDAP). Obtuvo apoyo financiero para su partido de Eugen Nielsen, editor de Fronten, en 1932. Egeberg dejó el partido para unirse al Nasjonal Samling (NS) en 1933, y obtuvo un puesto como editor de Vestlandets Avis (1934-1936), el periódico NS publicado en Stavanger. Formó parte de un círculo, algunos de los cuales fundaron el periódico Ragnarok, que buscaba orientar al NS en una dirección nacionalsocialista. 
Murió en 1972 y está enterrado en Vestre Gravlund.